# Albert Pinkham Ryder

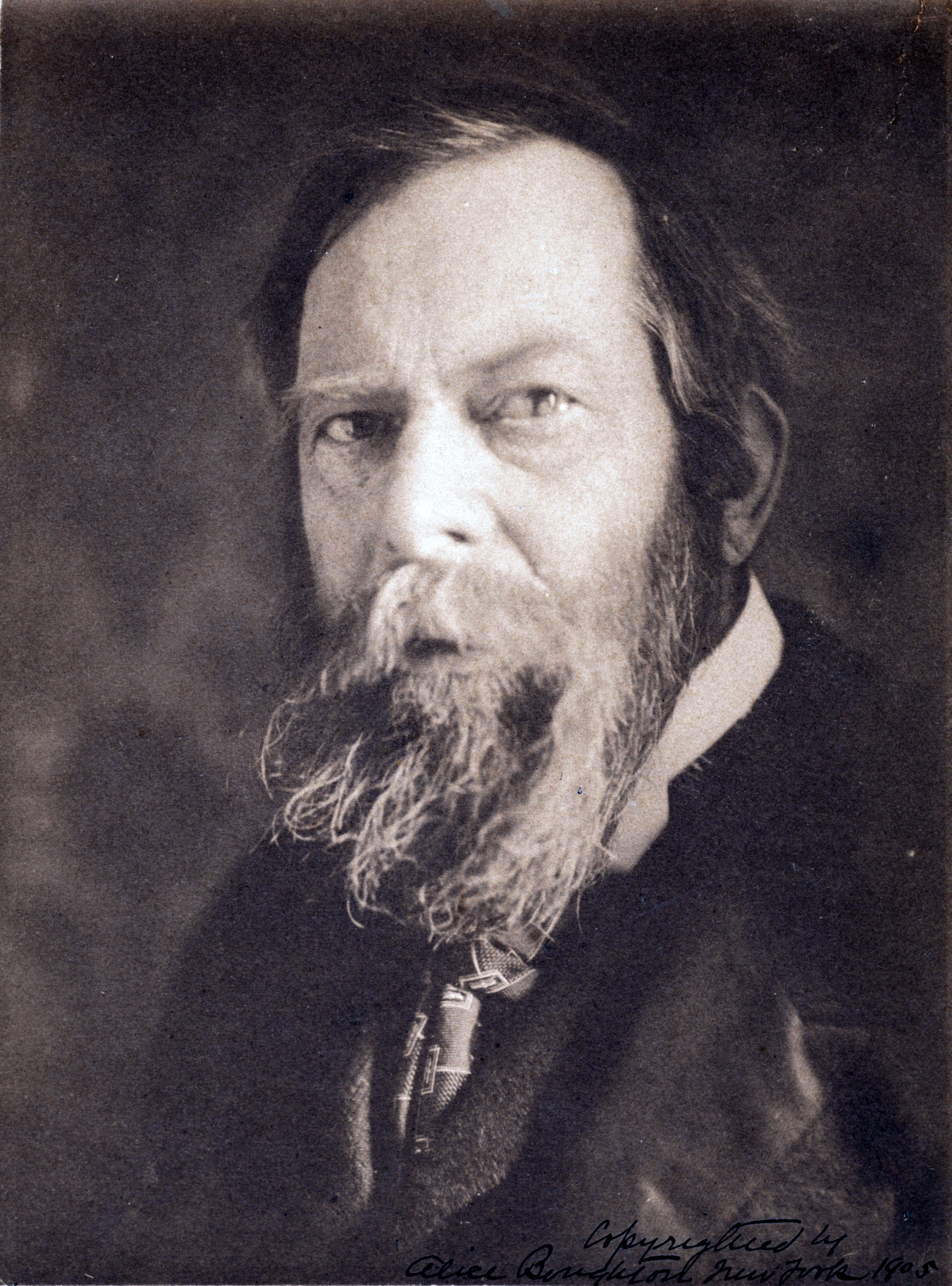
Ryder 1905, foto av Alice Boughton.

Albert Pinkham Ryder, född 19 mars 1847 i New Bedford, Massachusetts, död 28 mars 1917 i New York, var en amerikansk målare, en enstörig romantiker och mystiker.

## Biografi
Ryder, som föddes i New Bedford, en livlig valfångsthamn under 1800-talet, fick en nära kontakt med havet, vilket troligen gav honom konstnärlig inspiration senare i livet. Han var som den yngste av fyra söner i familjen, men inte mycket annat är känt om hans barndom. Han började måla landskap i New Bedford, men familjen flyttade till New York 1868 för att ansluta till Ryders äldre bror, som hade öppnat en framgångsrik restaurang. Hans bror drev också Hotel Albert, som blev ett kännemärke för Greenwich Village.
Ryders första utbildning inom konsten var med målaren William Edgar Marshall i New York. Från 1870 till 1873, och återigen 1874 till 1875, studerade Ryder konst på National Academy of Design. Han ställde där första gången ut sina målningar 1873 och träffade då konstnären Julian Alden Weir, som blev hans livslånga vän. 
År 1877 gjorde han den första av fyra resor till Europa, där hans studier av målningarna i den franska Barbizonskolan och holländska Haagskolan skulle ha en betydande inverkan på hans arbete. År 1877, blev han en av grundarna av Society of American Artists, en löst organiserad grupp vars arbete inte överensstämde med den tidens akademiska normer, och bland dess medlemmar ingick Augustus Saint-Gaudens, Robert Swain Gifford,  Julian Alden Weir, John LaFarge, och Alexander Helwig Wyant.

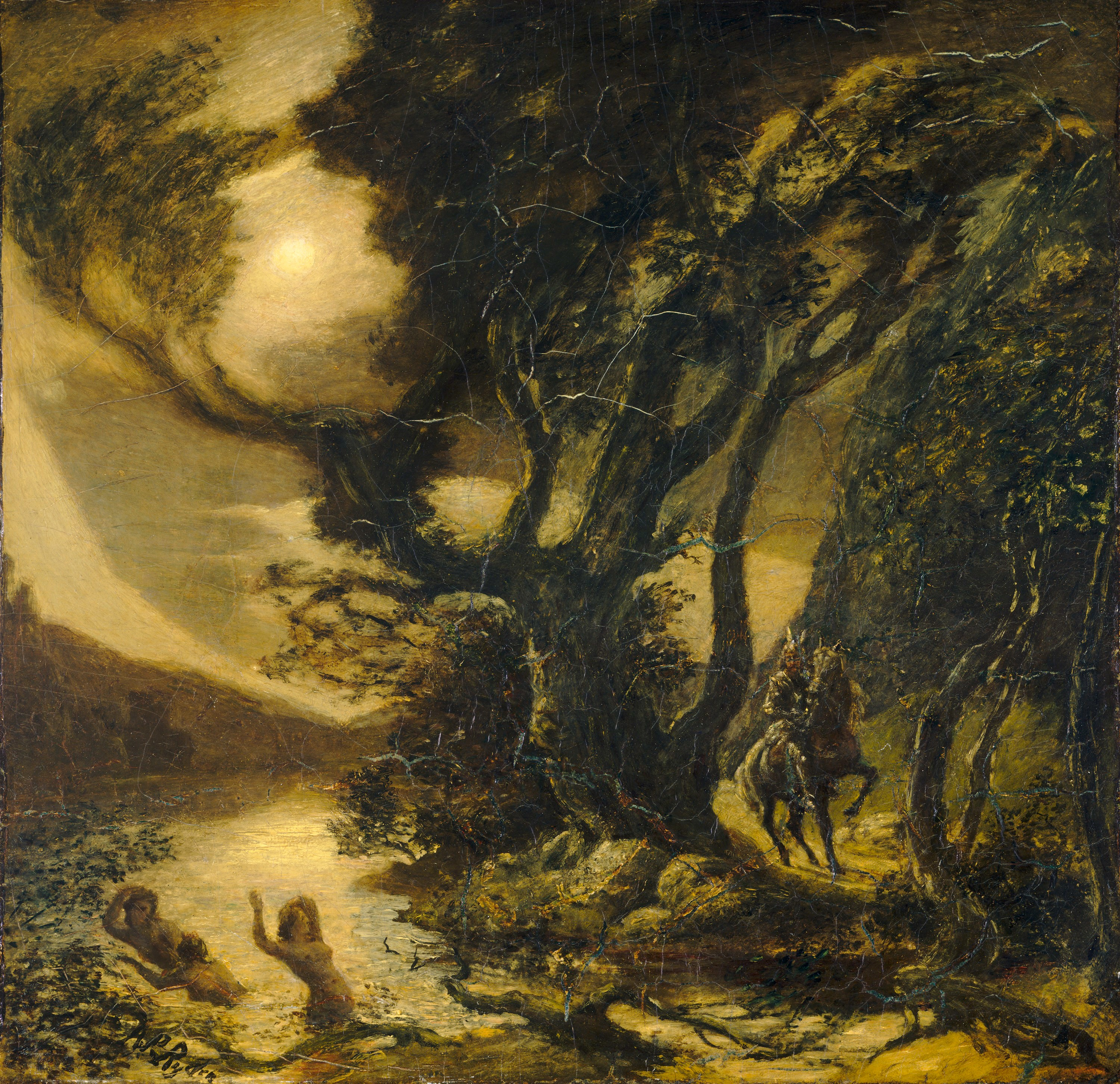
Siegfried och Rhen Maidens (1888-1891), National Gallery of Art, Washington, DC.

Under 1800-talets två sista årtionden blev Ryders konst mer poetisk och fantasifull, och han skrev poesi till att komplettera många av sina verk med. Hans målningar avbildade ibland scener ur litteratur, opera, och religion. Hans stil kännetecknas av breda, ibland dåligt definierade former eller stiliserade figurer som inplacerats i en drömlik land- eller marinmålning. Hans scener är ofta upplysta av svagt solljus eller glödande månsken kastat genom kusliga moln. Förskjutningen i hans konst från pastorala landskap till mer mystiskt, gåtfulla ämnen tros ha påverkats av Robert Loftin Newman, med vilken Ryder delade ateljé.
Efter 1900, vid tiden för hans fars död, föll Ryders kreativitet dramatiskt. Under  resten av sitt liv lade han sin konstnärliga energi på att ibland omarbeta befintliga målningar, varav vissa låg utspridda i hans lägenhet i New York. År 1915 försämrades hans hälsa och han avled den 28 mars 1917 hemma hos en vän som tagit hand om honom.